# Oskaloosa, Kansas
Oskaloosa är administrativ huvudort i Jefferson County i Kansas. Orten har fått sitt namn efter Oskaloosa, Iowa. Enligt 2020 års folkräkning hade Oskaloosa 1 110 invånare.